# Salim Idris
O general de brigada Salim Idris (nascido c. 1957) é um um membro do Exército Livre da Síria e ex-comandante em chefe do Conselho Militar Supremo (CMS) dessas forças armadas da oposição síria que luta para derrubar o presidente Bashar al-Assad do poder.
Treinado em eletrônica na Alemanha, ele foi um oficial de alta patente no Exército Sírio até julho de 2012 quando desertou a causa do partido baathista liderado pela família Assad. Foi eleito chefe do estado-maior do Conselho Militar das forças da oposição em 15 de dezembro de 2012, em uma conferência com mais de 550 representantes do conselho revolucionário sírio, das brigadas e batalhões que também elegeram 261 representantes da Autoridade das Forças Revolucionárias. O grupo, com membros das quatorze províncias sírias, tinham vários membros que eram oficiais do gabinete de Idris.
O general Idris é considerado um dos líderes dos movimentos armados moderados da oposição síria, que afirmam estar lutando instalar um governo democrático secular no seu país. Tornou-se uma das principais vozes em favor de maior apoio militar e econômico ocidental para a oposição, especialmente vinda dos Estados Unidos. Em 30 de abril de 2013, o governo americano enviou enormes quantidades de suprimentos (especialmente comida) e quites de primeiros socorros para as unidades das milícias da oposição comandadas por Idris, sendo esta a primeira ajuda americana oficial e tangível para opositores do presidente al-Assad. O general também enviou cartas ao secretário de estado americano, John Kerry, ao presidente Barack Obama e ao Conselho de Segurança da ONU para encorajar maior apoio e suporte à oposição síria. Em dezembro de 2013, o general Idris teria sido expulso do seu quartel-general no norte da Síria por militantes da Frente Islâmica e então fugiu para a cidade de Doha, no Qatar. Contudo, a liderança do Exército Livre negou que ele deixou o país. Em 17 de fevereiro de 2014, ele renuncia a liderança do ELS.